# Баркли, Роберт
Ро́берт Ба́ркли, в устаревшей традиции перевода Баркла́й (23 декабря 1648, Гордонстаун, Морей — 3 октября 1690, Особняк Ури, Кинкардиншир) — английский религиозный деятель и богослов, один из первых квакеров, член клана Баркли.

## Биография
Отец Баркли служил под начальством шведского короля Густава II Адольфа и, по причинам потрясений тридцатилетней войны, придерживался переменчивых политических взглядов. Роберта направили завершать образование в Шотландский колледж, в Париже и, возможно, тогда склонили принять римско-католическую веру. В 1667 году, однако он последовал примеру своего отца и присоединился к недавно на тот момент сформированному «Обществу Друзей». В 1670 году он женился на Кристиане Моллисоне из Абердина, принадлежащей к квакерам. В скором времени он — благодаря хорошим ораторским и умственным способностям — стал фактически главным апологетом новой доктрины, добившись признания в диспутах с неким Уильямом Митчеллом.
Публикация им пятнадцати богословских тезисов (Theses Theologiae, 1676) привела к общественному обсуждению в Абердине, в котором каждая сторона заявляла о своей победе. Его самая большая работа «An Apology for the True Christian Divinity» издана на латыни в Амстердаме в 1676 году и являлась тщательно продуманным обоснованием ряда фундаментальных положений, озвученных им в «Тезисах». Она переведена автором на английский язык в 1678 году и до наших дней иногда называется самым важным манифестом общества квакеров. Баркли в своей жизни испытал преследования, которым подверглось всё общество квакеров, и несколько раз оказывался в тюрьме. 
Он много путешествовал по Европе (однажды — с Уильямом Пенном и Джорджем Фоксом) и несколько раз беседовал с принцессой Елизаветой Богемской. В более поздние годы имел большое влияние на короля Якова II, который как Герцог Йоркский дал двенадцати членам общества во владение североамериканскую колонию — Восточная Джерси, номинальным губернатором которой стал Баркли (правил ею, дистанционно, в 1682—1688 годах). Он, как сообщается, посещал короля Якова II в целях того, чтобы привести того к соглашению с Вильгельмом Оранским, прибытие которого было на тот момент неизбежно.